# Алієв Мастан Астан-огли
Алієв Мастан Астан-огли (1918 — 1945) — червоноармієць, Герой Радянського Союзу (1945, посмертно).

## Біографія
Народився в 1918 році в селі Асрик-Джирдахан (нині Товузький район Азербайджану) в селянській родині. За національністю — азербайджанець. Освіта середня. Працював учителем неповної середньої школи.
У РСЧА з 1939 року.
З початком німецько-радянської війни на фронті. Воював на підступах до Калініна (нині Твер). В одному бою 2 жовтня Мастаі знищив близько 30 німецьких солдатів. Відзначився в битві під Ржевом, де був тяжко поранений. Після лікування, Алієв на початку 1942 року повернувся на фронт. Брав участь в боях під Єльня, де під час однієї з атак знищив 27 солдатів і офіцерів противника. Отримавши чергове поранення, Мастан Алієв зміг повернутися на фронт лише в 1944 році. У тому ж році він вступив в ВКП(б).
У боях на території Німеччини, помічник командира стрілецького взводу 487-го стрілецького полку (143-я стрілецька дивізія, 47-а армія, 1-й Білоруський фронт) Мастан Алієв відзначився при прориві сильно укріпленої оборони німців на лівому березі річки Одер. 16 квітня 1945 роки після артилерійської підготовки, Мастан Алієв першим піднявся в атаку, ведучи за собою товаришів. У ході бою він особисто знищив близько двох десятків солдат Вермахту, взявши разом зі взводом в полон 72 німецьких солдатів і офіцерів. Загинув у бою в передмісті Берліну 23 квітня 1945.
Похований на північній околиці населеного пункту Альтреббін в 8 км на південний схід від німецького міста Вріцен.
Звання Героя Радянського Союзу присвоєно 31 травня 1945 року посмертно.

## Нагороди
- Орден Леніна
- Орден Богдана Хмельницького 3 ступеня
- Орден Слави 3 ступеня
- Медаль «За бойові заслуги»